# Showleyvat
Showleyvat (persiska: شولیوت, Sheleyvāt) är en ort i Iran.   Den ligger i provinsen Khuzestan, i den centrala delen av landet, 600 km söder om huvudstaden Teheran. Showleyvat ligger 14 meter över havet och antalet invånare är 149.
Terrängen runt Showleyvat är mycket platt. Runt Showleyvat är det ganska tätbefolkat, med 58 invånare per kvadratkilometer. Närmaste större samhälle är Hashcheh-ye Soflá, 11,6 km sydväst om Showleyvat. Omgivningarna runt Showleyvat är i huvudsak ett öppet busklandskap.